# Rosa Zafferani
Rosa Zafferani (Jersey City, 16 de agosto de 1960) é uma política de San Marino. Foi membro do Partido Democrático de de São Marino até abandonar a ala esquerdista para formar o Centro Democrático.

## Carreira política
Zafferani serviu como Secretária de Estado para a Saúde, Educação e o Interior. Ela serviu como Capitão-Regente (cargo de um líder máximos do Poder Executivo da República de San Marino), de abril a outubro de 1999 antes de reassumir o papel novamente, ao lado de Federico Pedini Amati, de abril a outubro de 2008.